# Tir la Jocurile Olimpice de vară din 2024 - Skeet (feminin)
Proba de tir skeet feminin de la Jocurile Olimpice 2024 a avut loc în perioada 3-4 august 2024 la Centrul Național de Tir din Châteauroux, Franța.

## Program
Orele sunt ora Franței (UTC+1) 
| Data                    | Oră             | Etapă                      |
| ----------------------- | --------------- | -------------------------- |
| Sâmbătă, 3 august 2024  | 09:00           | Calificări - prima parte   |
| Duminică, 4 august 2024 | 09:30           | Calificări - partea a doua |
| Duminică, 4 august 2024 | după calificări | Finala                     |

## Rezultate

### Rezultate calificări
| Loc | Sportivă              | Țară                       | 1  | 2  | 3  | 4  | 5  | Total | Shoot-off | Note |
| --- | --------------------- | -------------------------- | -- | -- | -- | -- | -- | ----- | --------- | ---- |
| 1   | Austen Smith          | Statele Unite ale Americii | 25 | 23 | 25 | 25 | 24 | 122   | +14       | C    |
| 2   | Amber Rutter          | Marea Britanie             | 25 | 25 | 24 | 24 | 24 | 122   | +13       | C    |
| 3   | Emmanouela Katzouraki | Grecia                     | 24 | 24 | 24 | 25 | 25 | 122   | +1        | C    |
| 4   | Vanesa Hocková        | Slovacia                   | 24 | 24 | 23 | 25 | 25 | 121   |           | C    |
| 5   | Francisca Crovetto    | Chile                      | 25 | 24 | 23 | 24 | 24 | 120   | +8        | C    |
| 6   | Danka Barteková       | Slovacia                   | 24 | 24 | 24 | 24 | 24 | 120   | +7 + 2    | C    |
| 7   | Gabriela Rodriguez    | Mexic                      | 24 | 25 | 24 | 24 | 23 | 120   | +7 + 0    |      |
| 8   | Nele Wißmer           | Germania                   | 25 | 24 | 25 | 23 | 23 | 120   | +5        |      |
| 9   | Lucie Anastassiou     | Franța                     | 24 | 24 | 22 | 25 | 24 | 119   |           |      |
| 10  | Jiang Yiting          | China                      | 24 | 24 | 23 | 24 | 24 | 119   |           |      |
| 11  | Victoria Larsson      | Suedia                     | 20 | 24 | 25 | 24 | 25 | 118   |           |      |
| 12  | Dania Vizzi           | Statele Unite ale Americii | 20 | 24 | 25 | 24 | 25 | 118   |           |      |
| 13  | Wei Meng              | China                      | 25 | 25 | 20 | 24 | 24 | 118   |           |      |
| 14  | Maheshwari Chauhan    | India                      | 23 | 24 | 24 | 25 | 22 | 118   |           |      |
| 15  | Diana Bacosi          | Italia                     | 22 | 24 | 22 | 25 | 24 | 117   |           |      |
| 16  | Martina Bartolomei    | Italia                     | 22 | 25 | 22 | 25 | 23 | 117   |           |      |
| 17  | Nadine Messerschmidt  | Germania                   | 23 | 24 | 22 | 25 | 23 | 117   |           |      |
| 18  | Assem Orynbay         | Kazahstan                  | 22 | 22 | 23 | 24 | 25 | 116   |           |      |
| 19  | Daniella Borda        | Peru                       | 23 | 23 | 23 | 24 | 23 | 116   |           |      |
| 20  | Konstantina Nikolaou  | Cipru                      | 23 | 24 | 24 | 22 | 23 | 116   |           |      |
| 21  | Jang Kook-hee         | Coreea de Sud              | 24 | 24 | 23 | 22 | 22 | 115   |           |      |
| 22  | Barbora Šumová        | Cehia                      | 23 | 24 | 23 | 22 | 22 | 114   |           |      |
| 23  | Raiza Dhillon         | India                      | 21 | 22 | 23 | 23 | 24 | 113   |           |      |
| 24  | Iryna Malovichko      | Ucraina                    | 23 | 23 | 22 | 22 | 23 | 113   |           |      |
| 25  | Aislin Jones          | Australia                  | 23 | 21 | 23 | 23 | 22 | 112   |           |      |
| 26  | Georgia Furquim       | Brazilia                   | 21 | 23 | 21 | 22 | 24 | 111   |           |      |
| 27  | Sena Can              | Turcia                     | 19 | 23 | 23 | 22 | 23 | 110   |           |      |
| 28  | Chloe Tipple          | Noua Zeelandă              | 23 | 22 | 20 | 20 | 23 | 108   |           |      |
| 29  | Amira Aboushokka      | Egipt                      | 20 | 21 | 21 | 22 | 23 | 107   |           |      |

### Finală
| Loc | Sportivă                    | Serii | Serii | Serii | Serii | Serii | Serii | Note  |
| Loc | Sportivă                    | 1     | 2     | 3     | 4     | 5     | 6     | Note  |
| --- | --------------------------- | ----- | ----- | ----- | ----- | ----- | ----- | ----- |
| 1   | Francisca Crovetto (CHI)    | 9     | 19    | 29    | 38    | 48    | 55    | SO:+7 |
| 2   | Amber Rutter (GBR)          | 10    | 19    | 28    | 37    | 46    | 55    | SO:+6 |
| 3   | Austen Smith (USA)          | 9     | 18    | 27    | 36    | 45    |       |       |
| 4   | Vanesa Hocková (SVK)        | 10    | 17    | 26    | 34    |       |       |       |
| 5   | Emmanouela Katzouraki (GRE) | 7     | 17    | 23    |       |       |       |       |
| 6   | Danka Barteková (SVK)       | 9     | 17    |       |       |       |       |       |